# Vanja Brodnik
Vanja Brodnik (* 13. März 1989 in Trebnje) ist eine slowenische Skirennläuferin.

## Biografie
Brodnik gehört dem B-Kader des slowenischen Skiverbandes an. Ihre ersten FIS-Rennen bestritt sie im November 2004, der erste Sieg gelang ihr im Februar 2006. Im Europacup ging sie erstmals im Dezember 2005 an den Start, ihre ersten beiden Siege konnte sie im November 2007 bei den Riesenslaloms in Levi feiern. In dieser Saison belegte sie Rang 7 in der Europacup-Gesamtwertung und Rang 5 in der Riesenslalomwertung. Brodnik nahm viermal an Juniorenweltmeisterschaften teil (2006–2009) und belegte als bestes Resultat Rang 5 in der Kombination von Altenmarkt 2007. Ihr Debüt im Weltcup hatte die Slowenin am 27. Oktober 2007 im Riesenslalom von Sölden, am 19. Dezember 2008 kam sie in der Superkombination von St. Moritz als 22. erstmals in die Punkteränge. Bei den Weltmeisterschaften 2009 wurde sie 27. im Super-G. Nachdem sie in der gesamten Saison 2009/10 verletzungsbedingt an keinen Rennen teilnehmen konnte, musste sie auch die Saison 2010/11 wegen einer Knöchelverletzung, erlitten im Europacup-Slalom von Tarvis am 17. Januar, vorzeitig beenden.
Am 7. Dezember 2012 gewann Brodnik erstmals seit vier Jahren wieder Weltcuppunkte, als sie 28. der Super-Kombination von St. Moritz wurde. Fünf Tage später feierte sie am selben Ort ihren ersten Europacupsieg seit fünf Jahren. Ihr bisher bestes Weltcupergebnis erzielte sie am 18. Dezember 2015 mit Platz 10 in der Super-Kombination von Val-d’Isère.

## Erfolge

### Weltmeisterschaften
- Val-d’Isère 2009: 27. Super-G
- Vail/Beaver Creek 2015: 27. Super-G, 30. Abfahrt

### Weltcup
- 1 Platzierung unter den besten 10

### Europacup
- 2007/08: 7. Gesamtwertung, 5. Riesenslalomwertung
- 2011/12: 9. Abfahrtswertung
- 2012/13: 4. Abfahrtswertung
- 6 Podestplätze, davon 3 Siege:

| Datum             | Ort        | Land     | Disziplin    |
| ----------------- | ---------- | -------- | ------------ |
| 24. November 2007 | Levi       | Finnland | Riesenslalom |
| 25. November 2007 | Levi       | Finnland | Riesenslalom |
| 12. Dezember 2012 | St. Moritz | Schweiz  | Abfahrt      |

### Juniorenweltmeisterschaften
- Québec 2006: 7. Super-G
- Altenmarkt 2007: 5. Kombination, 22. Riesenslalom, 23. Abfahrt, 25. Slalom
- Formigal 2008: 15. Slalom
- Garmisch-Partenkirchen 2009: 12. Abfahrt, 20. Riesenslalom

### Weitere Erfolge
- Slowenische Vizemeisterin im Super-G 2006 und 2009
- 1 Podestplatz im Nor-Am Cup
- 1 Sieg in einem FIS-Slalom